# Pedrya Seymour
Pedrya Seymour (ur. 29 maja 1995) – bahamska lekkoatletka specjalizująca się w biegach płotkarskich.
W 2011 zdobyła brąz mistrzostw panamerykańskich juniorów w sztafecie 4 × 400 metrów. Czwarta zawodniczka juniorskich mistrzostw Ameryki Środkowej i Karaibów w biegu na 400 metrów przez płotki. W tym samym roku na eliminacjach zakończyła swój występ podczas światowego czempionatu juniorów w Barcelonie. Nie udało jej się awansować do finału także podczas halowych mistrzostw świata w Portland (2016). Szósta zawodniczka igrzysk olimpijskich w Rio de Janeiro (2016).
Złota medalistka mistrzostw Bahamów. 

## Osiągnięcia
| Rok  | Impreza                                     | Miejsce        | Konkurencja                     | Lokata     | Wynik   |
| ---- | ------------------------------------------- | -------------- | ------------------------------- | ---------- | ------- |
| 2011 | Mistrzostwa panamerykańskie juniorów        | Miramar        | sztafeta 4 × 400 metrów         | 3. miejsce | 3:42,61 |
| 2012 | Mistrzostwa Ameryki Śr. i Karaibów juniorów | San Salvador   | bieg na 400 metrów przez płotki | 4. miejsce | 60,91   |
| 2012 | Mistrzostwa świata juniorów                 | Barcelona      | bieg na 400 metrów przez płotki | eliminacje | 61,09   |
| 2016 | Halowe mistrzostwa świata                   | Portland       | bieg na 60 metrów przez płotki  | eliminacje | 8,15    |
| 2016 | Młodzieżowe mistrzostwa NACAC               | San Salvador   | bieg na 100 metrów przez płotki | 2. miejsce | 12,83   |
| 2016 | Młodzieżowe mistrzostwa NACAC               | San Salvador   | sztafeta 4 × 100 metrów         | 3. miejsce | 45,17   |
| 2016 | Igrzyska olimpijskie                        | Rio de Janeiro | bieg na 100 metrów przez płotki | 6. miejsce | 12,76   |

## Rekordy życiowe
- bieg na 60 metrów przez płotki (hala) – 7,97 (2017)
- bieg na 100 metrów przez płotki – 12,64 (2016) do 2021 rekord Bahamów